# BEL20
BEL20 er et aktieindeks over 20 børsnoterede selskaber på Euronext Brussels. Siden 20. juni 2011 har det bestået af 20 selskaber, før denne dato bestod det af 10 selskaber. Aktieindekset blev oprettet 30. december 1990.